# Feuillantenkloster Fontaine
Das Feuillantenkloster Fontaine war von 1614 bis 1791 ein Kloster der Feuillanten am Geburtsort von Bernhard von Clairvaux in Fontaine-lès-Dijon.

## Geschichte

### Vorgeschichte
Die auf einem Hügel in Fontaine-lès-Dijon stehende Burg Fontaine gehörte Tescelin de Fontaine. Sie war 1090 Schauplatz der Geburt von Bernhard von Clairvaux durch seine Mutter Aleth von Montbard. Bis 1462 war die Burg im Besitz von Bernhards Familie, dann ging sie in andere Hände über.

### Das Kloster
1613 verkaufte Joachim de Damas, der Gründer des Kapuzinerklosters Dijon (1870 durch Kasernengebäude ersetzt), den Besitz an die von Cîteaux ausgestoßene Zisterzienserkongregation der Feuillanten, die ihn mit Hilfe des Königs Ludwig XIII., der ein Bernhardverehrer war, zu einem Kloster umbauten, dem Monastère Saint-Bernard. 1618 wurde es als königliches Kloster von Ludwig XIII. unter seine Schutzherrschaft genommen. Die Feuillanten bauten das Gebetshaus Saint-Bernard mit zwei Kapellen, der Kapelle „Ludwigs des Heiligen“ für den König und der Kapelle „Maria, Mittlerin der Gnaden“ für die Königin Anna. Die Einrichtung dauerte von 1618 bis 1624. Federführend war der zweite Prior des Klosters, Jean de Saint-Malachie Obry (1567–1652). 1618 begann auch die Renovierung der nahegelegenen Bernhardskirche. 1791 fiel das Kloster der Französischen Revolution zum Opfer und wurde abgerissen. Nur die beiden Kapellen blieben stehen und wurden zweckentfremdet verwendet.

### Nachgeschichte
1840 kaufte der ehemalige Generalvikar des Erzbistums Dijon, der Kanonikus Renault, den verwahrlosten Ort, restaurierte die Bernhardskapelle notdürftig, so dass dort wieder Messen gefeiert werden konnten und lebte ab 1843 am Ort als Eremit, ohne jedoch eine weitere Wiederherstellung zu erreichen. 1867 wandte er sich an den Priester Christian de Bretenières, Spross einer reichen Dijoner Familie (aus Bretenières) und jüngerer Bruder des mit Bischof Siméon-François Berneux in Korea zum Märtyrer gewordenen Just de Bretinières (1838–1866). Er wurde 1868 Mitbesitzer und Mithüter des Ortes und ging (im Ringen mit dem sehr zögerlichen Bischof von Dijon) energischer zu Werke. Er schuf eine Wallfahrt und gründete zu ihrer Betreuung 1878 eine Priestergemeinschaft der inneren Mission, die Bernhardspriester, die nun federführend wurden, da Bretinières ab 1880 andere Aufgaben in Dijon übernahm. 1891 wurde der Kapellentrakt (mit Hilfe des Architekten Paul Selmersheim, 1840–1916) um eine Kirche erweitert, die jedoch erst 1991 vollkommen fertiggestellt wurde. Sie wird landläufig als Basilika bezeichnet, trägt diesen Namen jedoch nicht nach kanonischem Recht.
Von 1919 bis 1978 folgten der in den Wirren der Kirchenfeindlichkeit der Dritten Republik und im Ersten Weltkrieg untergegangenen Bernhardsgemeinschaft die Redemptoristen. Dann waren am Ort die Frères de la Résurrection. Seit 2002 betreut die Priesterbruderschaft St. Petrus die  Basilika und Wallfahrtsstätte. Der Ort heißt offiziell Couvent et Basilique Saint-Bernard à Fontaine-lès-Dijon und steht seit 1988 unter Denkmalschutz. Ein paar Schritte entfernt steht die Kirche Saint-Bernard aus dem 15. Jahrhundert, die als Pfarrkirche dient. Das ehemalige Klostergelände ist seit 2008 in eine Parkanlage umgewandelt. Ein vom Kloster übrig gebliebenes Tor wurde 1821 in den Park versetzt und 1928 unter Denkmalschutz gestellt. Die gesamte Anlage nennt sich Site Saint-Bernard (Gedenkstätte des Heiligen Bernhard).

### Handbuchliteratur
- Laurent Henri Cottineau: Répertoire topo-bibliographique des abbayes et prieurés. Bd. 1. Protat, Mâcon 1939–1970. Nachdruck: Brepols, Turnhout 1995. Spalte 1174.
- Bernard Peugniez: Guide Routier de l’Europe Cistercienne. Editions du Signe, Straßburg 2012, S. 65.